# Oemopteryx leei
Oemopteryx leei är en bäcksländeart som beskrevs av Baumann och Boris C. Kondratieff 2009. Oemopteryx leei ingår i släktet Oemopteryx och familjen vingbandbäcksländor. Inga underarter finns listade i Catalogue of Life.